# Парижки корпус
„Парижки корпус“ (на латински: Corpus Byzantinae historiae; на френски: Corpus parisinum) е издаден от Филип Лабе през 1645 година.
През XVII век във Франция се поставят основите на модерната византология. Парижкият корпус е сред първите опити за изследване на Византия и като такъв не е лишен от недостатъци. Дълго служи като основа при проучването на византийската история.